# 2ЭЛ4
2ЭЛ4 (2ЕЛ4) — грузопассажирский электровоз с коллекторными тяговыми электродвигателями постоянного тока. Разработан Трансмашхолдингом на базе электровозов серии 2ЭС4К по заказу Украины для замены устаревших и выработавших ресурс магистральных грузовых электровозов ВЛ8, ВЛ10, ВЛ11. Сборка электровозов осуществлялась на Новочеркасском электровозостроительном заводе. Электровоз является полной копией электровоза 2ЭС4К с небольшими изменениями в кабине. Электровоз 2ЕЛ4-001 выпущен в 2009 году, эксплуатируется на Донецкой железной дороге. По состоянию на январь 2015 года выпущено 6 электровозов с порядковыми номерами 001, 002, 003, 004, 005 и 006 соответственно, 2 из которых были возвращены на завод (2ЭЛ4 №005 и №006 в 2015 году были возвращены на ООО "ПК"НЭВЗ" и в последующем переделаны в 3ЭС4К, посредством небольших переделок и постройки бустерных секций)..

## Особенности конструкции

### Комплектность
По информации завода, электровоз состоит из двух секций, каждая оборудована кабиной управления и комплектом оборудования. Оборудование каждой секции может обеспечить работу электровоза (две секции), а по системе многих единиц — работу трёх секций или двух электровозов 2ЭЛ4 в сцепке.

### Унификация
Электровоз 2ЭЛ4 является копией электровоза 2ЭС4К и унифицирован с ним по узлам различного оборудования (механическая часть, кабина управления, пневматическое, тормозное и др.).

### Кузов и ходовая часть
Кузов и тележки ходовой части связаны в вертикальном и поперечном направлениях упругими и демпфирующими элементами. Подвеска двухступенчатая, первая ступень подвешивания — винтовые пружины сжатия, вторая ступень — опоры типа «Флексикойл». Силы тяги и торможения от тележек к кузову передаются цельными наклонными тягами.

### Силовое электрооборудование и управление
Регулирование скорости электровоза обеспечивается тремя группировками тяговых двигателей по разным схемам: последовательное, последовательно-параллельное или параллельное соединение. Электрическая схема обеспечивает работу электровоза в режиме тяги, электрического (рекуперативного и реостатного) торможения, выбега и стоянки. В тяговом режиме работы электровоза электрическая схема обеспечивает работу тяговых электродвигателей при независимом и последовательном возбуждении; в режиме рекуперативного и реостатного торможения — с независимым возбуждением при питании от статического преобразователя.
Система управления цифровая, микропроцессорная, обеспечивающая ручное и автоматическое управление движением. Дополнительные возможности системы управления:
- 100%-ное резервирование в пределах каждой секции;
- диагностика параметров движения и работы оборудования электровоза;
- регулирование производительности вентиляторов охлаждения тяговых двигателей в зависимости от температуры.

### Вспомогательные системы
Номинальное напряжение цепей управления — 110 В.
- системы безопасности движения АЛС-МУ, КТДБ, РЛ-2С;
- система пожаротушения и сигнализации «Тиса»;
- выключатель Secheron, обеспечивающий высокую коммутационную способность и длительный срок службы;
- статический преобразователь для питания трехфазных асинхронных электродвигателей привода вентиляторов охлаждения тяговых двигателей и компрессоров;
- холодильник для продуктов питания;
- сантехническое оборудованием (умывальник, санузел накопительного типа).